# Kamienica przy Rynku 21 we Wrocławiu
Kamienica przy Rynku 21 – kamienica na wrocławskim Rynku, na południowej pierzei Rynku, tzw. stronie Złotego Pucharu, zwana również Domem Bankierów, i jedna z najwęższych kamienic we Wrocławiu.

## Historia kamienicy i jej architektura

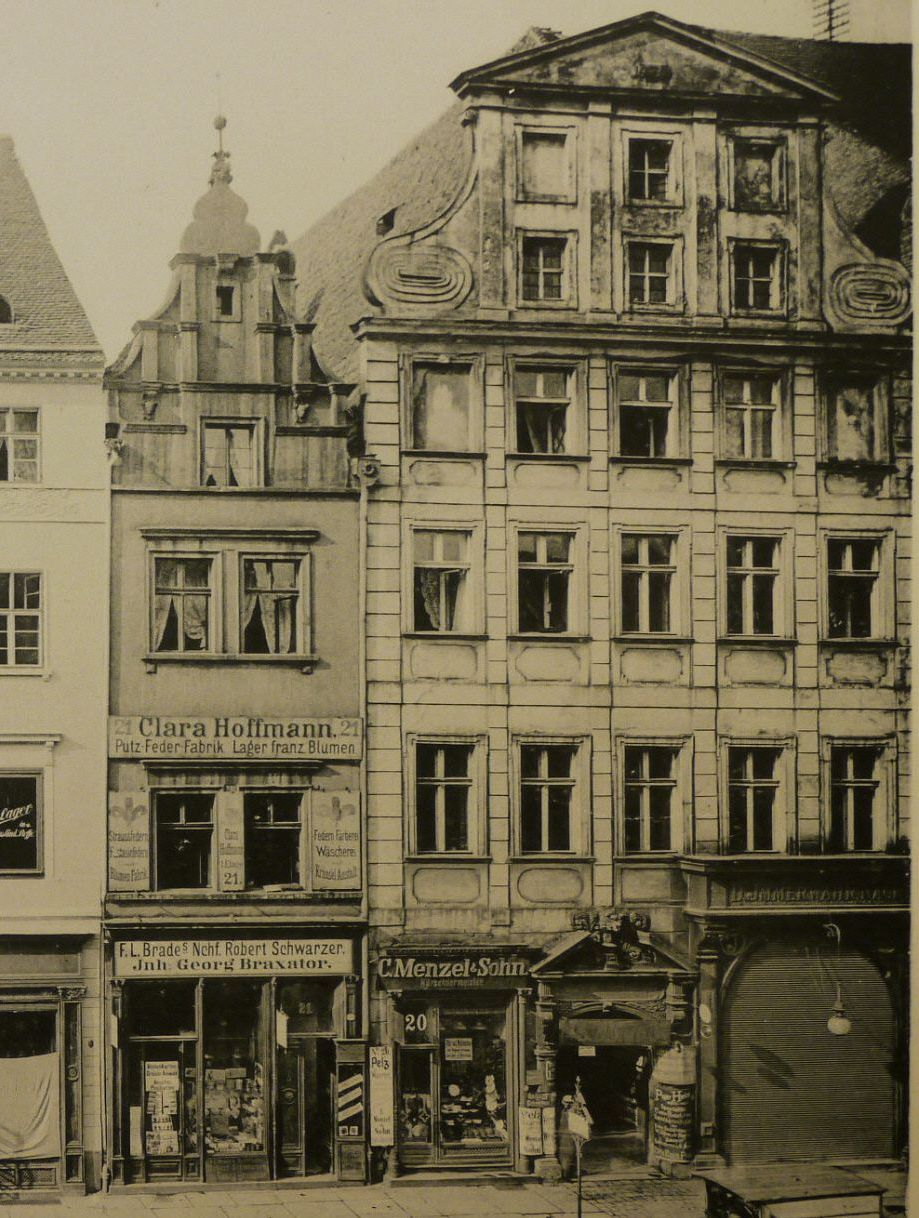
Wygląd kamienicy nr 21 pod koniec XIX wieku (pierwsza z lewej), po prawej kamienica nr 20

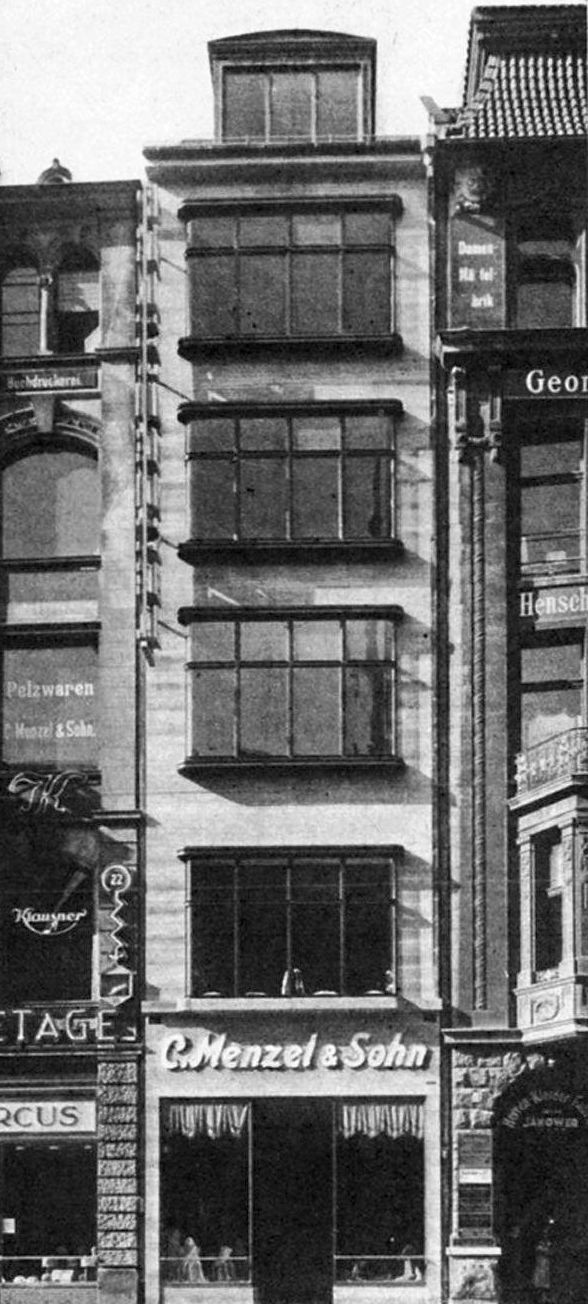
Kamienica nr 21 po przebudowie w 1929 roku

Pierwsza zabudowa murowana na działce nr 21 o szerokości 5,5 metra powstała już w XIII wieku. Był to jednotraktowy dom poprzedzony przedprożem.
W 1517 roku kamienica została zakupiona przez bankiersko-handlową rodzinę Fuggerów z Augsburga. We Wrocławiu, na mocy przywileju nadanego w 1515 przez króla polskiego Władysława Jagiellończyka, posiadali skład miedzi. Sami przedstawiciele rodziny, Jakub i Antoni Fuggerowie nie mieszkali na wrocławskim Rynku, a ich majątkiem zarządzał kupiec Johannes Metzler, który również posiadał udziały w kopalniach srebra i złota należących do węgierskiej rodziny Turzonów. Za jego to sprawą kamienica została przebudowana. Powstał wówczas budynek trzytraktowy: od frontu znajdowała się sień, w środkowym trakcie klatka schodowa, a w tylnym dobudowanym trakcie: izba i przechód wraz z piętrowymi oficynami.
Około 1567 roku nowy właściciel Hans Horn, zlecił kolejną przebudowę. Powstał wówczas trzykondygnacyjny budynek z dwuosiową fasadą z oknami w zdwojonych obramieniach. Fasada zwieńczona była wysuniętym gzymsem, a nad nim szczytem o podziałach lizenowo-gzymsowych i konturze z wolut. Fasadę ozdobiły wówczas głowy lwów.
W drugiej połowie XIX wnętrza kamienicy zostały zaadaptowane do funkcji handlowych. W 1927 roku kamienica została wyburzona, a w jej miejsce wzniesiono nowy, pięciokondygnacyjny dom handlowy z modernistyczną fasadą o szerokości 5,5 metra. Jej projektantem był Eugen Halfpaap, właściciel biura projektowego Simon & Halfpaap. Dom Handlowy został otworzony 1 czerwca 1928 roku, a jego inwestorem była firma futrzarska C. Menzel & Sohn. Według Krystyny Kirschke otwarcie domu handlowego miało miejsce w 1929. Handel w nowo otwartym budynku odbywał się na trzech pierwszych kondygnacjach; na kondygnacji czwartej i piątej znajdowały się pracownie i magazyny. Wejście do kamienicy znajdowało się w osi środkowej i prowadziło krótkim pasażem do przedsionka, z którego przechodziło się do sklepu oraz do wąskiej sieni zakończonej winda i klatką schodową. Klatka oświetlana była oknami wychodzącymi na mały dziedziniec. Po obu stronach pasażu znajdowały się głębokie gabloty wystawowe. W elewacji na parterze umieszczono cofnięte w stosunku o wejścia przeszklone witryny. W kolejnych kondygnacjach umieszczono panoramiczne okna w formie wykuszy zakończonymi miedzianymi, płaskimi daszkami. Całość przykryta była szklanym dachem z centralną lukarną. Szyld domu handlowego w formie neonu znajdował się pomiędzy parterem i pierwszym piętrem.     

### Właściciele i postacie związane z kamienicą
W latach 1357–1442 właścicielami połączonej wówczas posesji nr 20, jak i 21 była patrycjuszowska rodzina Steinkellerów: w latach 1417-1423 byli to bracia Lorencz i Rudiger a od 1425 właścicielem obu działek był Lorenz Steinkler. W latach 1442–1452 właścicielem kamienicy został kupiec Hannos (Hans) Hesse, syn właściciela kamienicy nr 17 a do 1459 jego spadkobiercy. Hesse (syn) otrzymywał kontakty handlowe od Brabancji do Poznania; posiadał komory w sukiennicach zarówno we Wrocławiu jak i w Brzegu, posiadłości ziemskie, nieruchomości i ławy chlebowe. Od 1460 jedynym właścicielem kamienicy został syn, również Hesse. Przez kolejne dwanaście lat zadłużył on kamienice aż w 1472 sprzedał ją wraz z innymi domami i zakupił mniejszą posesję nr 13 przy tej samej pierzei Rynku. Nowym właścicielem od 1472 roku został kupiec Niclas Lewpolt a po jego śmierci w 1488, jego żona Agnet i jej drugi mąż, majster i złotnik Niklas Pfnorre (do 1500)
Około 1567 roku właścicielem kamienicy został Hans Horn a kolejnymi właścicielami kamienicy byli bogaci kupcy i rzemieślnicy, m.in. rodziny Morgenrothów, Müllerów i Schmidtów.

## Po 1945
W wyniku działań wojennych w 1945 roku kamienica uległa całkowitemu zniszczeniu. Budynek wraz z kamienicą nr 20 został odbudowany jako jeden budynek mieszkalno-handlowy z wspólnym wejściem od strony kamienicy nr 20. Jego projektantem był Janusz Bachmiński. Zachowany został układ fasady okresu renesansu z 1567 odzwierciedlający podział na dwie kamienice.
Na parterze znajduje się sklep optyczny.